# Урсула Гібсон
Урсула Гібсон — професор фізики в Норвезькому університеті природничих і технічних наук, яка спеціалізується на новітніх оптоволокнах із серцевиною. У 2019 році Гібсон очолювала Оптичне товариство.

## Молодість й освіта
Гібсон народилася у Шеффілді, Англія, і переїхала до США у 1960-х роках, мешкаючи в районі Філадельфії, а потім Ітаки, Нью-Йорк. Вона здобула ступінь бакалавра з фізики в Дартмутському коледжі, ступінь магістра наук та доктора філософії у Корнелльському університеті під керівництвом Роберта Бурмана у 1978 і 1982 роках відповідно. Її дипломне дослідження було в галузі тонкоплівкових композитів. Під час роботи над докторською дисертацією вона отримала грант за дослідницькою програмою Bell Laboratories для жінок і протягом двох літніх періодів працювала в Bell Labs.

## Кар'єра
Ставши доктором філософії Гібсон приєдналася до факультету Університету Аризони, працювала в Центрі оптичних наук і здобула звання доцента. У 1990 році Гібсон повернулася до Дартмутського коледжу, ставши викладачем Інженерної школи Теєра. Тут вона викладала матеріалознавство та нанотехнології, беручи участь у міждисциплінарних зусиллях хіміків у Дартмуті та біологів у Центрі раку Норріса Коттона. У 2002 році її обрали до ради директорів Оптичного товариства.

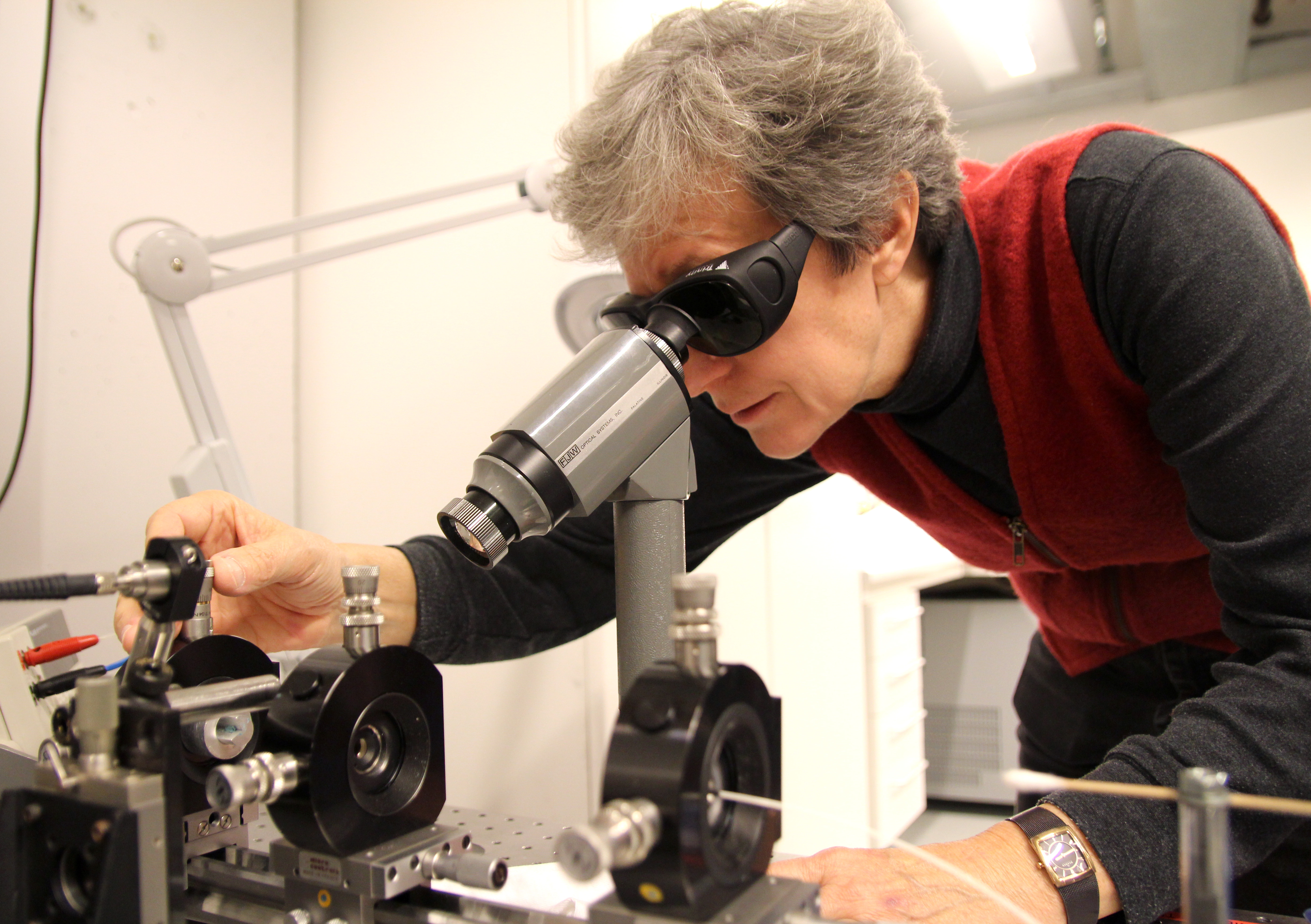
Урсула Гібсон, НУПТН, факультет природничих наук

У 2010 році Гібсон приєдналася до Норвезького університету природничих і технічних наук (НУПТН). Її обрали до бюро Міжнародної комісії з оптики у 2011 році. Окрім посади у НУПТН, вона зараз є ад'юнкт-професором в Клемсонського університеті та Королівському технологічному інституті.
Дослідження Гібсон щодо оптичних матеріалів були широкомасштабними, включно з полімерами, білковими кристалами та напівпровідниками, з акцентом на структурах обмежених розмірів, як-от тонкі плівки та хвилеводи. Вона володіє трьома патентами та є автором 7 книг і понад 100 рецензованих журнальних статей із понад 3500 цитуваннями. Нинішні дослідження професора Гібсон зосереджені на оптичних волокнах із напівпровідниковою серцевиною.
Гібсон працює над оптичними матеріалами та наноструктурами, зосереджуючи увагу на фотоелектричних комірках. Зокрема, вона займається розробкою оптичних волокон із сердцевинами з напівпровідників IV та III—V типів з'єднання. Матеріали серцевини напівпровідника мають нелінійні оптичні та електрооптичні властивості, і їх можна масово виробляти. Волокна мають низьку теплову масу та велике співвідношення сторін, що дозволяє проводити лазерну термічну обробку, це призводить до перекристалізації напівпровідника та просторової гомогенізації або розділення складових у матеріалах сплаву. Гібсон використала лазерну обробку для запису структур з матеріалу, багатого германієм, у кристалічних серцевинних волокнах SiGe. Швидке спрямоване охолодження дозволяє суміші утворити монокристал, який є оптимальним для оптичної передачі та має чудові механічні властивості. Разом із фізиком Захрою Гадяні Гібсон заснувала компанію NorFib для комерціалізації оптоволоконної системи для виробництва електроенергії за допомогою сонячної енергії.
У 2017 році Шведська дослідницька рада обрала її до Academia Net. У 2019 році Гібсон була президентом Оптичного товариства.
Гібсон була позаштатним працівником в Академії ВПС США, Центрі космічних польотів імені Маршалла НАСА, Технологічному університеті Тампере (Фінляндія), Університеті Чалмерса (Швеція) та Квінслендському університеті (Австралія) та інших. Вона працювала консультантом багатьох підприємств, зокрема Kodak Inc., Міністерства оборони США та Американського університету Кувейту.

## Нагороди та відзнаки
- 1997: НАСА / Американське товариство інженерної освіти запрошений науковий співробітник[8]
- 2001: Національна інженерна академія Рубежі в інженерії[25][27]
- 2004: NASA Network of Educator Astronaut Teachers[8][28]
- 2008: Стипендіат Фулбрайта в VTT Technical Research Center of Finland[8]
- 2018: член Оптичного товариства[29]
- 2019: президент Оптичного товариства[30]

## Особисте життя
Гібсон одружена з Ульфом Остербергом з Інженерної школи Теєра; у пари троє дітей.